# Thoissey
Thoissey is een gemeente in het Franse departement Ain (regio Auvergne-Rhône-Alpes). De plaats maakt deel uit van het arrondissement Bourg-en-Bresse. Thoissey telde op 1 januari 2022 1.644 inwoners.
Bezienswaardigheden zijn de ziekenhuisapotheek (1731-1735) met houten lambrisering en beschilderd plafond en de reeks schilderijen van Daniel Sarrabat in de 19e-eeuwse kerk Sainte-Madeleine.

## Geschiedenis
De plaats werd voor het eerst vermeld in 943 en was toen een bezit van de Abdij van Cluny. De plaats werd in 1239 een bezit van de heren van Beaujeu. Guichard VI van Beaujeu verleende Thoissey stadsrechten. De plaats had een kasteel en een stadsmuur en werd verschillende keren belegerd tijdens de twisten tussen de heren van Beaujeu en het graafschap Savoye.
In de 17e en 18e eeuw was Thoissey een welvarende plaats met een koninklijk college, een hospitaal en een ursulinenklooster. In 1840 werd de plaats zwaar getroffen door een overstroming van de Saône: 125 huizen werden vernield.

## Geografie
De oppervlakte van Thoissey bedroeg op 1 januari 2022 1,34 vierkante kilometer; de bevolkingsdichtheid was toen 1.226,9 inwoners per km². De plaats ligt 19 kilometer ten zuiden van Mâcon in de historische regio Dombes. De Chalaronne mondt uit in de Saône bij Thoissey.
De onderstaande kaart toont de ligging van Thoissey met de belangrijkste infrastructuur en aangrenzende gemeenten.

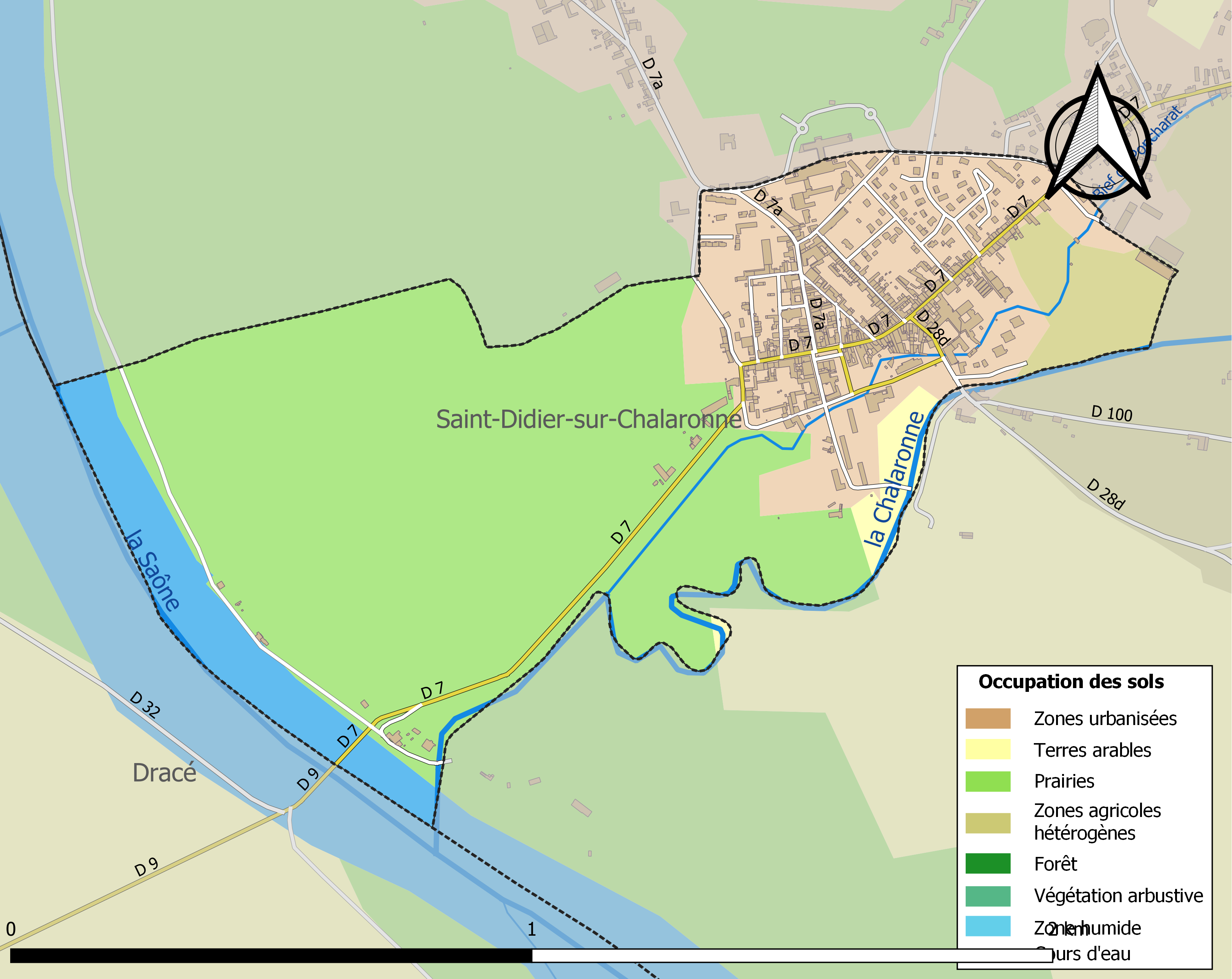

## Demografie
Onderstaande figuur toont het verloop van het inwonertal (bron: INSEE-tellingen).
Vanwege een beveiligingsprobleem met de MediaWiki Graph-software is het momenteel niet mogelijk deze grafiek weer te geven. Zodra de software is bijgewerkt zal de grafiek vanzelf weer zichtbaar worden.

## Geboren
- Jean-Baptiste Marchand (1863-1934), militair en ontdekkingsreiziger in Afrika